# 590 до н. е.

## Події
Цар Кіаксар та мідійська армія розпочали війну з Лідійським царством. 